# Кёлвульф II (король Мерсии)
Кёлвульф ІI Неразумный (англ. Ceolwulf II the Foolish) — король Мерсии (874—879).

## Биография
Происхождение Кёлвульфа неизвестно. Предполагается, что он происходил из мерсийской королевской династии и был непосредственным потомком короля Кёлвульфа I по женской линии.
Кёлвульф был одним из танов короля Бургреда. Когда в 874 году викинги захватили Мерсию, Кёлвульф согласился принести им вассальную присягу, и был посажен завоевателями на королевский престол. С 877 года его власть ограничивалась южными областями королевства, полученными им от викингов при перераспределении теми мерсийских земель. Точные границы его владений неизвестны. Западносаксонские хроники считали Кёлвульфа предателем и называли «неразумным королевским таном». Однако нельзя отрицать и факта дружбы Кёлвульфа с Альфредом Великим. Монеты двух королей были очень похожи и, очевидно, чеканились на одном дворе.
Несмотря на многочисленные внутренние проблемы, Кёлвульф вёл войны с валлийцами. В 878 году он возглавил мерсийский отряд в походе англосаксов на Гвинед, во время которого погиб Родри Великий. Вскоре после этой войны Кёлвульф исчез с исторической сцены. Точная дата его смерти неизвестна.